# Zagłębiowski Park Sportowy
Lo Zagłębiowski Park Sportowy, ufficialmente ArcelorMittal Park per motivi di sponsorizzazione, è uno stadio polacco della città di Sosnowiec.

## Storia
I lavori sono iniziati nel 2019, mentre l'inaugurazione è avvenuta il 25 febbraio 2023. Nella stagione 2023-2024 ospita le partite casalinghe del Raków Częstochowa a causa dell'inadeguatezza dell'impianto comunale del Raków.

## Galleria d'immagini

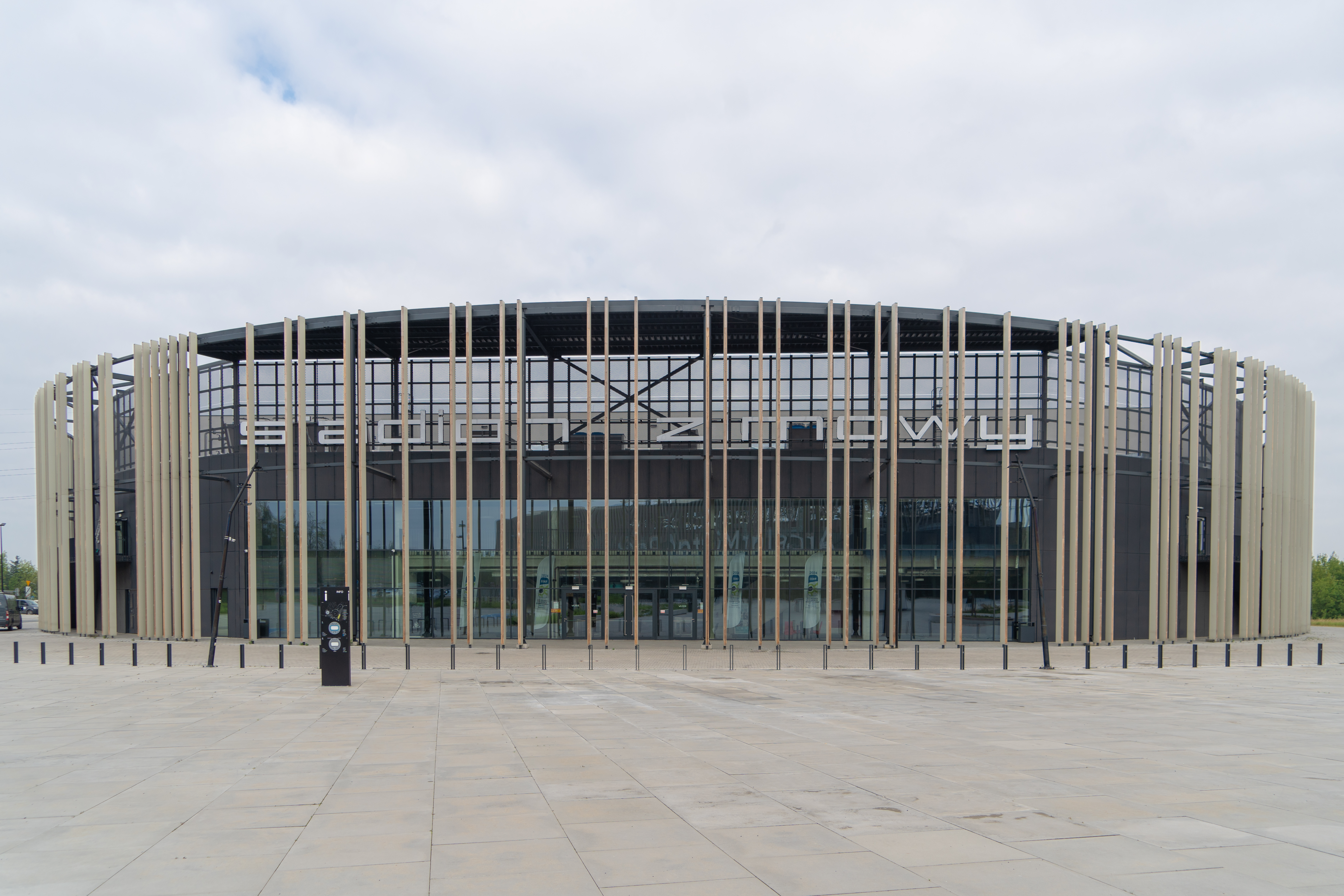
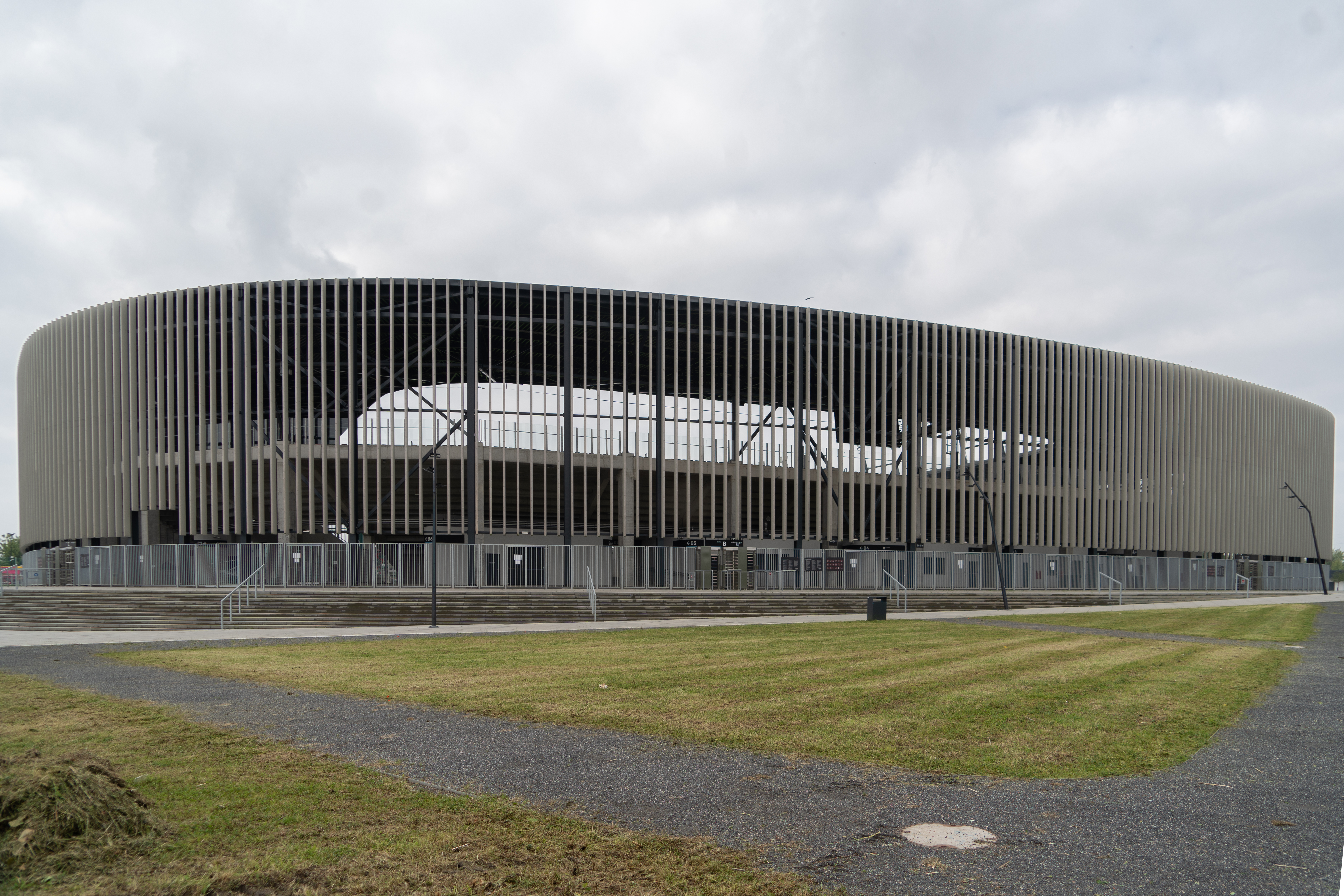
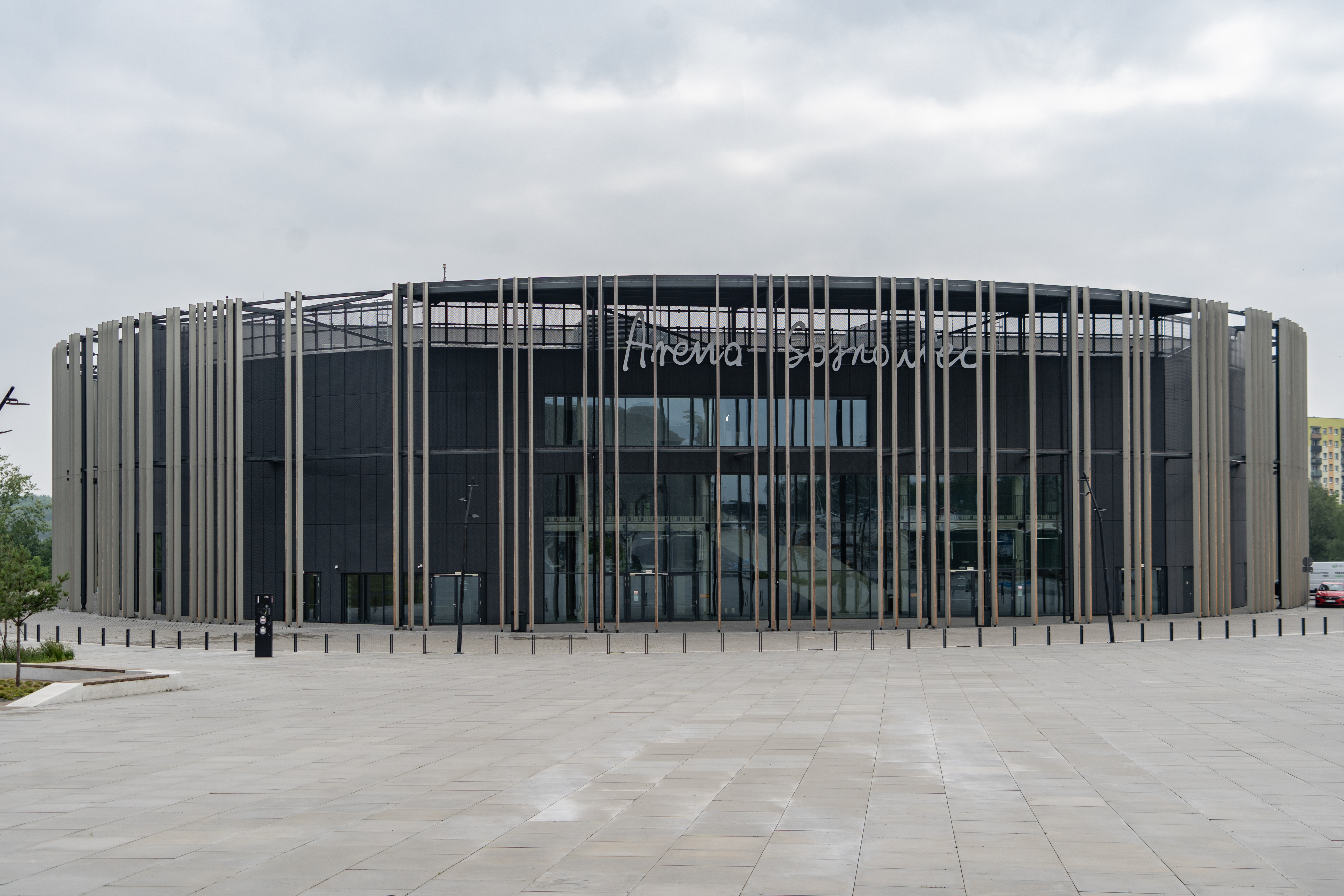